# ويليام هنري فاركوهار
ويليام هنري فاركوهار (بالإنجليزية: William Henry Farquhar)‏ هو مؤرخ أمريكي، ولد في 14 يونيو 1813، وتوفي في 17 فبراير 1887.